# Quercus fusiformis
Quercus fusiformis (també conegut com a Q. virginiana var. fusiformis), es coneix pel nom en anglès Texas live oak, escarpment live oak, o plateau live oak, és un arbre de fulla perenne o gairebé. La seva àrea de distribució natural inclou les muntanyes Quartz Mountains i Wichita Mountains al sud-oest d'Oklahoma, a través de Texas, als EUA i a Mèxic als estats de Coahuila, Tamaulipas i Nuevo León.
Aquest roure està a dins de la secció dels roures blancs secció Quercus sect. Quercus, se'l distingeix del Quercus virginiana més fàcilment per les glans, que són una mica més grans i amb una mica més accentuades el seu àpex. També és un arbre més petit, no superior a 1 m de diàmetre del tronc (diàmetre de 2,5 m del Quercus virginiana), amb una ramificació més erecta i una corona menys d'ampla.
Quercus fusiformis es troba típicament en els llocs secs, a diferència de Quercus virginiana, que prefereix condicions humides. L'arbre és generalment acceptat com el més robust roure de fulla perenne, capaç de suportar hiverns frígids amb una mínima fulla cremada en àrees tan fredes com la zona 6a de la USDA.